# Mouvement de résistance nationale
Le Mouvement de résistance nationale ou Mouvement national de résistance (National Resistance Movement, NRM), appelé communément le Mouvement, est l'organisation politique au pouvoir en Ouganda. Elle est fondée par Yoweri Museveni en juin 1981 par la fusion de deux groupes armés : la Popular Resistance Army de Yoweri Museveni (issue du Mouvement patriotique ougandais) et les Uganda Freedom Fighters de l'ancien président par intérim Yusufu Lule constituent la National Resistance Army (NRA), branche armée du NRM,.
La NRA mène la guerre de brousse jusqu'en 1986. Elle prend Kampala en janvier 1986.
Le NRM et Yoweri Museveni prennent le pouvoir en 1986 ; ils dirigent depuis l'Ouganda de façon autoritaire.